# 나경복
나경복(羅景福, 1994년 4월 8일 ~ )은 대한민국의 남자 배구선수이다. 현재 의정부 KB손해보험 스타즈 소속이다.

## 생애

### 유년 시절
1994년 4월 8일 전라남도 담양군에서 출생했으며, 순천제일고등학교를 다닌 뒤 인하대학교로 진학했다. 

### 대학 시절
인하대학교에서 주공격수를 맡아왔고 국가대표팀에도 여러 번 뽑히며 실력을 인정받았다.

### 서울 우리카드 위비 시절

#### 2015-2016 시즌
2015년 신인 드래프트에서 1라운드 1순위로 지명되어 우리카드 한새에 입단했고 시즌 내내 신인 답지 않게 강력한 서브와 
스파이크로 잠재력을 뽐냈다. 이러한 활약을 인정받아 2015-2016 시즌 프로배구 남자부 신인왕을 수상했다.

#### 2016-2017 시즌, 2017-2018 시즌
2016-2017 시즌에도 소속팀에서 조커로 좋은 활약을 보여주었다. 하지만 허술한 리시브와 많은 범실이 문제점으로 지적되기도 했다. 

#### 2018-2019 시즌
2018-2019 시즌을 앞두고 신영철 감독이 부임한 뒤 팀의 주전 레프트로 도약했다. 트레이드를 통해 세터 노재욱이 
영입되면서 더 많은 발전을 이루었다. 2018-2019 시즌 중 기복도 차츰 줄여나갔다. 
2018년에는 국가대표팀에 처음으로 선발되기도 했다. 2018년 자카르타 팔렘방 아시안게임 국가대표에 선발되었다. 
해당 시즌에 팀이 창단 이래 처음으로 플레이오프에 진출했으나 0승 2패로 끝나는 바람에 별 활약 없이 시즌을 마쳤다. 

#### 2019-2020 시즌
2019-2020 시즌에는 외국인 선수 펠리페와 함께 팀의 공격을 이끄는 선봉장으로 등극했으며 우리카드가 창단 이래 처음으로 1위로 올라서는데도 큰 기여를 했다. 
하지만 코로나19 바이러스로 인해 V-리그가 조기종료되면서 우승의 기쁨은 맛보지 못하였다.
2019-2020 시즌 종료 후 FA 자격을 취득한다.

###### 2023-2024 시즌
2023년 4월 13일에 FA로 의정부 KB손해보험 스타즈로 이적하였다. 2023년 4월 24일에 상근예비역으로 입대할 예정이다.

###### 2024-2025 시즌
2024년 10월 23일에 전역예정이다. 실제로 KB손해보험 유니폼 입고 뛰는 것은 전역하지마자이다.

## 학력
- 담양동초등학교
- 담양중학교
- 순천제일고등학교
- 인하대학교

## 수상 경력

### 단체 수상

#### 국가대표팀
- 대한민국 배구 국가대표팀 (2018-)
  - 아시안 게임
    -  준우승 (1회) : 2018

#### 개인 클럽
- 서울 우리카드 위비 (2015-)
  - V-리그
    - 챔피언결정전
      -  준우승 (1회) : 2020-21

    - 정규리그
      -  1위(조기종료) (1회) : 2019-20
      -  2위 (1회) : 2020-21
      -  3위 (1회) : 2018-19

  - KOVO컵
    -  우승 (1회) : 2021

### 개인 수상

#### 개인 클럽
- 서울 우리카드 위비 (2015-)
  - V-리그
    - V-리그 정규리그 MVP (1회): 2019-20
    - V-리그 남자부 신인선수상 (1회): 2015-16

  - KOVO컵 MVP (1회) : 2021